# Área Contígua de Proteção do Centro Histórico de Igatu
A Área Contígua de Proteção do Centro Histórico de Igatu está localizado na área no entorno da ponte sobre o Rio Coisa Boa, incluindo o Bairro de Luís dos Santos, pertencente à Igatu, distrito de Andaraí, no estado brasileiro da Bahia. Está tombado pelo Instituto do Patrimônio Artístico e Cultural da Bahia (IPAC) por meio da Resolução de Tombamento n.º 8 357 de 2002, de 5 de novembro de 2002.